# 追跡者 (1974年のテレビドラマ)
追跡者（追跡者ハリー・オー）（ついせきしゃ(ついせきしゃハリー・オー)、原題『Harry O』）は、1973年-1976年に米国ABC放送から2シーズンが放映されたハードボイルド探偵ドラマである。カラー、60分、全46話（パイロット2話含む）。

## 概要
《オープニング・ナレーション》
『散弾、粒は小さくとも背中に残ったひと欠片、それが時々疼きだす。
その為俺は刑事を辞め、以来年金で悠々自適・・・と言いたいところだが、
贅沢三昧できるほどの年金でもなし、独り者の食い潰し生活で、知らず、知らず老い込むのもぞっとしない。
いずれは大海原へ乗り出そうと小さな舟を造る一方で、取り敢えず掲げたのは私立探偵の看板。
別段好きな商売でもないが、長年の刑事稼業で身に着いたと言やぁ追っ掛け癖ぐらいなもの。
俺は追跡者、ハリー・オーウェル。』
オープニング・ナレーションで概略を述べている通り、傷の後遺症で退職した元警察官が生活の為に探偵事務所を構え、様々な事件を解決する物語である。
日本では1975年からNETテレビ（日本教育テレビ、現テレビ朝日）系で『追跡者』のタイトルで放映された。東京12チャンネル（現：テレビ東京）の再放送時には、「追跡者ハリー・オー」のタイトルで放映されていた。1973年3月11日に1本目のパイロットフィルム『Such Dust As Dreams Are Made On』が、翌1974年2月3日に2本目のパイロットフィルム『Smile Jenny, You're Dead』がそれぞれ製作され、その後シリーズ化された。
2本のパイロットフィルムの内、日本では1974年製作の2本目のパイロット版しか放映されていない。洋画劇場系で『追跡者』として放映され、その際のジャンセンの吹き替えはテレビドラマ『逃亡者』と同じ睦五郎が担当した。
テレビシリーズは第1シーズン全22話、第2シーズン全22話からなる計44話のエピソード全てが放映された。第1話-第13話まではサンディエゴでの活躍で、第14話-第44話はロサンゼルスへ舞台を変えている。理由は、サンディエゴでの撮影費用が高くつくという制作上の都合であった。
日本で制作された日本語吹替版は絶妙な掛け合いが伝説化しており、納谷悟朗、中田浩二、家弓家正の名演技には圧倒される。またその日本語吹替版では、哀愁漂うシーンに映画『アイガー・サンクション』のテーマ曲（作曲:ジョン・ウィリアムズ）が効果として使用されていた。

## スタッフ
- 製作：アレックス・ビートン / ロバート・ドジエ / バック ホートン / ロバート・E・トンプソン
- 製作総指揮：ジェリー・ソープ
- 監督：リチャード・ベネディクト / ダリル・デューク / ハリー・フォーク他
- 音楽：ビリー・ゴールデンバーグ / キム・リッチモンド / J・J・ジョンソン / ジョン・ルービンスタイン／リチャード・クレメンツ他
- テーマ曲：ビリー・ゴールデンバーグ

## 出演者 / 吹き替え
| 配役                               | 俳優                             | 日本語吹替 |            |
| ---------------------------------- | -------------------------------- | ---------- | ---------- |
| ハリー・オーウェル                 | デヴィッド・ジャンセン           | 納谷悟朗   |            |
| マニー(マニュエル)・クインラン警部 | ヘンリー・ダロウ（英語版）       | 中田浩二   |            |
| フランク・コール刑事               | トム・アトキンス                 | 仁内達之   |            |
| K・C・トレンチ警部補               | アンソニー・ザーブ               | 家弓家正   |            |
| ドン・ロバーツ部長刑事             | ポール・タリー（英語版）         | 鈴木誠一   |            |
| ベッツィ                           | キャサリン・ボーマン（英語版）   | 吉田理保子 | 吉田理保子 |
| スー・イングラム／スー・インガム   | ファラ・フォーセット・メジャース | 吉田理保子 | 吉田理保子 |

日本語版製作スタッフ
- 翻訳：岸本康子
- 演出：好川阿津志
- 日本語版製作：グロービジョン

## その他
- 元々はテリー・サヴァラス主演で企画されていたのだが、『刑事コジャック』の撮影が始まりサヴァラスのスケジュールが取れなくなった。そのため、ジャンセンに役がまわってきたとのこと。
- 日本語吹替版では軽快なメイン・タイトルに被さるオリジナル言語にはない日本独自のオープニング・ナレーションが挿入されており、リアルタイムで観ていた層はそのオープニング・ナレーションをカセットテープへ録音して、『散弾、粒は小さくとも背中に残ったひと欠片・・・』と納谷悟朗の真似をして遊んでいた。